# МиГ-15
МиГ-15 (рус. Микоян и Гуревич МиГ-15) је био совјетски ловачки авион са турбо-млазним мотором, из периода краја 1940-их и 1950-их година. Пројектован је у бироу Артјома Микојана и Михаила Гурјевича. Припада првој генерацији борбених авиона на млазни погон.
Посебно је познат по улози коју је имао током Корејског рата, супротстављајући се авиону америчког порекла F-86 Сејбр. На авионима МиГ-15 су летели кинески, сјевернокорејски и совјетски пилоти, а са показаним борбеним карактеристикама је пољуљао мишљења Запада, о сопственој технолошкој супериорности над СССР-ом.

## Развој
Да би испунио тактичко-техничке захтеве Совјетског ратног ваздухопловства, за ловцем са турбо-млазним мотором, високих летних карактеристика, пројектни биро МиГ је почео с концепцијом једноседа, средњекрилца, са углом стреле крила од 35 степени. Трупом кружног попречног пресека, с пито усисником, а на терминезону вертикалног стабилизатора је постављен хоризонтални реп. Стајни органи су типа трицикл, као и код претходног авиона МиГ-9.
Највећи проблем је био недостатак домаћег мотора, с потребним потиском. Међутим, срећном случајношћу британска влада левичара Клемента Атлија је дозволила Совјетском Савезу да купи потпуно нови млазни мотор Ролс-Ројс Нин (Rols-Royce Nene). Совјети нису губили вријеме у изради копије овог мотора под првобитном ознаком Климов РД-45.
Први лет прототипа И-310 је изведен 30. децембра 1947. године, а серијска производња је почела 1948. године. Почетком 1949, авиони из прве серије МиГ-15 су уведени у оперативну употребу у Совјетско ратно ваздухопловство (ВВС). Крајем 1949. полетео је и прототип побољшане верзије МиГ-15бис, и тренажни авион двосјед МиГ-15УТИ.
Произведено је укупно више од 10.000 авиона у разним верзијама и у неколико земаља. Произвођен је, по лиценцној документацији, у Чехословачкој (A-102, S-102, CS-102), Пољској (LIM-1, LIM-2, LIM-3) и Кини (JJ-2). МиГ-15УТИ је кориштен као основни млазни тренажни авион у земљама Варшавског пакта дуго времена, пошто МиГ-17 и МиГ-19 нису имали варијанту двоседа. Тек крајем 1950-их се појавио МиГ-21 УТИ, који је заменио МиГ-15УТИ.
Даљи развојем авиона МиГ-15 настао је знатно побољшани МиГ-17.

## Технички опис
МиГ-15 је једномоторни средњекрилац са млазним погоном потпуно металне конструкције, са увлачећим стајним трапом типа трицикл (носна нога испод носног дела трупа, а две главне испод крила). Класичне је аеродинамичке концепције са стреластим крилом. Попречни пресек трупа авиона је кружног облика. Носећа структура трупа авиона МиГ-15 је монокок конструкције. Авион је опремљен са једним турбомлазним мотором совјетске производње Климов ВК-1/РД-45Ф од 22,30/27,00 kN потиска. Крило је исто метално, конзолне и самоносеће конструкције, дворамењачно од дуралуминијума, под углом стреле од 35°, обложено је дуралуминијумском лименом оплатом. Конструкција хоризонталног и вертикалног стабилизатора са крмилима су исто металне конструкције, обложени су дуралуминијумском оплатом. Изразито велики вертикални стабилизатор давао је карактеристичан (препознатљив) профил овом авиону. Хоризонтални стабилизатор је постављен високо на вертикалном, тако да га у свима режимима лета и еволуцијама опструјава непоремећена ваздушна струја. Стреластог су облика, хоризонтални са углом стреле од 55,7° а вертикални од 40°. Стајни трап је увлачећи, носна нога се увлачи испод трупа и то унапред, док се главне увлаче делом у крило а делом у труп. Авион је наоружан са два топа 23 mm НС-23 (са 80 граната сваки) и једним топом НС 37 калибра 37 mm (са 40 граната), који су уграђени испод носног дела трупа авиона.

## Борбена употреба

### Корејски рат
У новембру 1950. године, авиони МиГ-15 су уведени у борбу за престиж у ваздушном простору Корејског ратишта. У овим борбама, МиГ-15 је био супериорнији од противничког авиона F-86 Сејбр. Био је агилнији, с бољим перформансама, посебно у вертикалном маневру. Показао је мањи радијус заокрета, већу брзину пењања, на свима висинама лета. Поседовао је већи плафон и већу брзину у хоризонталном лету, изнад висина од 10.670 m. Ове карактеристике су потпуно изненадиле америчке војне стручњаке и конструкторе авиона.
Међутим, боља обученост америчких пилота, радарски нишан, подешеност потребама пилота и савременија опрема, посебно електронска, донијела је Американцима одређену предност. Супериорност у перформансама је довео до промене размишљања о совјетској технологији на Западу. МиГ-15 није лако напуштао управљиви лет. Ако се пилот превише оптерећивао у маневру са високим нормалним убрзањем (високо ng), пошто није имао антигравитационо одело онесвестио би се. Тај разлог је правио одлучујућу предност авиону F-86 сејбр над МиГ-15. Значи, пилот у авиону МиГ-15 није могао да у потпуности користи његове високе карактеристике у маневру.
1. новембра 1950. 8 авиона МиГ-15 је пресрело 15 ловаца P-51Д Мустанг Америчког ратног ваздухопловства. Оборен је један Мустанг. Касније су МиГови оборили један F-80 Шутинг Стар. То је историјски био први случај да је авион са турбо-млазним мотором оборио противнички авион са турбо-млазним мотором.
Током Хладног рата су се често могле прочитати тврдње САД о односу ваздушних побједа F-86 над МиГ-15 у Кореји, и често је цитиран број од 12:1. Новија истраживања потпуно оповргавају ове тврдње, и често се наводе реалнији односи као 3:1 или 2:1 (оборена 3 Мига наспрам један оборен Сејбр). Треба уз то имати у виду и да је првенствена намена МиГ-ова у Кореји била борба против противничких бомбардера, а намена F-86 је била искључиво борба против МиГ-ова.
Тако су тешки амерички бомбардери Боинг B-29 повучени из дневних операција над Сјеверном Корејом, јер су губици од МиГ-ова били велики. До краја рата су оперисали ноћу. Амерички ловци F-80 Шутинг Стар и F-84 Тандерџет су пребачени на задатке ловца-бомбардера, јер су били инфериорни у борби с авионом МиГ-15.

### Период Хладног рата
- 16. децембар 1950. Боинг Р B-29 је оборен изнад Јапанског мора од стране 2 МиГ-15.
- 19. новембар 1951. МиГ-15бис, пилот А. А. Калугин, присиљава амерички C-47 да се приземљи у Мађарској.
- 13. јун 1952. Два МиГ-15 ловца обарају Боинг PB-29 близу совјетске далекоисточне обале. 12 Американаца гине.
- 13. јул 1952. Каталина инцидент: МиГ-15 обара шведски Даглас DC-3 на извиђачкој мисији над Балтичким морем. Три погинула.
- 7. август 1952. Два МиГ-15 обарају амерички РБ-29 изнад Курилских острва. Девет погинулих.
- 18. новембар 1952. Четири МиГ-15бис се налазе у борби са 4 америчка морнаричка ловца F9F Пантер близу носача авиона Принстон (USS Princeton) недалеко од Владивостока. Оборена 2 МиГ-15, оштећен један F9F.
- 10. март 1953. Два МиГ-15 чехословачког РВ пресрећу два F-84 Тандерџета изнад Чехословачке. Јарослав Срамек обара једног Тандерџета.
- 29. јул 1953. Два МиГ-15бис пресрећу РB-50 у Јапанском мору. Један МиГ-15 је оштећен од митраљеске ватре, РB-50 је оборен. 13 погинулих и несталих, a један члан посаде РB-50 спашен.
- 17. април 1955. Два МиГ-15 обарају РB-47Е северно од Камчатке. Три погинула.
- 27. јун 1955. Ел-Ал лет 402 оборен после уласка у Бугарску од два МиГ-15. 58 погинулих.

### Суецка криза
Египат је имао неколико авиона МиГ-15бис и МиГ-17 током Суецке кризе. Купљени су 1955. из Чехословачке и обука пилота за нове авионе није била завршена. Упркос томе египатски авиони МиГ-15 су оборили најмање 3 непријатељска (Пајпер Каб, Глостер Метеор и Дасо Ураган), уз властите губитке.

### Кина
Током 1950-их долазило је до честих ваздушних сукоба између снага НР Кине и тајванског Куоминтанга. 1958. прва ваздушна победа је остварена вођеном ракетом ваздух-ваздух кад је кинески МиГ-15 оборен ракетом Сајдвајндер испаљеном са модификованог Сејбра.
Први совјетски космонаут Јуриј Гагарин је погинуо у удесу авиона МиГ-15УТИ због слабе видљивости и грешака у комуникацији са земаљском контролом лета.

### Авион МиГ-15 у Југославији
Југословенске статистике бележе да је од јула 1948 до маја 1954 укупно било 246 повреде ваздушног простора. Ту ваља напоменути, да су убројане и повреде које су начињене од стране комерцијалне авијације, посебно Мађара, а на рути Будимпешта-Тирана. Први случај конкретне повреде млазних ловаца мађарског РВ забележен је североисточно од Суботице 14. јула 1952. Био је то МиГ-15 који је летео на висини од 2.000 метара. Југославија је сматрала, да је напад совјетске армије уз помоћ суседних земаља веома реалан, зато је будност била веома велика и ништа се није препуштало случају. Међутим, нису сви прелети били провокаторски са циљем изазивања сукоба, већ напротив, забележени су и они, који су били израз неслагања пилота са совјетском политиком. За Југославију свакако, најзначајнији су били прелети млазних авиона. Слетањем млазних авиона Југославија је по први пут добила прилику да упозна совјетске летелице са којим су располагали Мађари и Румуни. Први такав пребег забележен је 24. јула 1953. године, када је у Југославију слетео румунски млазни ловац Јак-23.
У Југославију је у лето 1953. године слетео и први ловачки авион МиГ-15 са евиденцијски бројем 25, Мађарског ратног ваздухопловства. Овај МиГ-15 је приликом слетања оштетио ногу стајног трапа и део крила па је морао бити поправљен. После поправке и прегледа авион је преузео Ваздухопловноопитни центар (ВОЦ). Пилоти ВОЦ-а су у га највећој тајности испитали у лету. На том авиону су летели капетани Влада Водопивец (шест летова у трајању од 2,40 сати) и Тодоровић (три лета у трајању од 1,56 сати). Доступни подаци показују да је код овог ловца испитано и ватрено наоружање. У Југославији је авион био без ознака, једино је код носа и даље носио број 25. За овај авион је било велико интересовање, њега је приликом своје посете аеродрому Батајница обишао и Врховни командант маршал Тито.

## Корисници
| - Авганистан - Албанија - Алжир - Ангола - Бугарска - Буркина Фасо - Вијетнам - Гвинеја - Гвинеја Бисао - Египат - Индонезија - Ирак - Источна Немачка - Јемен - Јужни Јемен | - Камбоџа - Куба - Либан - Мадагаскар - Мађарска - Мали - Мароко - Мозамбик - Монако - Нигер - Пакистан - Пољска - Република Кина - Република Конго - Румунија | - САД - Северна Кореја - Северни Вијетнам - Северни Јемен - Сирија - Сомалија - Сри Ланка - СССР - Судан - Танзанија - Уганда - Финска - Чехословачка - Југославија |  |

## Карактеристике
Врста авиона: ловачки авион
- Посада: један
- Први лет прототипа: 30. децембра 1947.
- Уведен у употребу: 1948.
- Крај употребе:
- Конструктор: конструкциони биро Микојан и Гурјевич

Димензије
- Дужина: 10,86
- Размах крила: 10,08
- Висина: 10,08
- Површина крила: 20,6 m²
- Аеропрофил крила: ЦАГИ С-10 / ЦАГИ СР-3

Масе
- Празан: 3 681
- Оптерећен:
- Највећа полетна маса: 6 045

Погонска група
- Мотори: један млазни мотор Климов ВК-1, потисак 26 500 N (око 2 700 килограма)
- Однос потисак/тежина:

## Летне особине
- Највећа брзина: 1.075 km/h на нивоу мора
- Крстарећа брзина:
- Радијус дејства: 1.860 km (максимално)
- Највећи долет:
- Оперативни плафон лета: 15.500
- Брзина пењања:

## Наоружање
- Стрељачко: Један топ 37 mm Н-37, 2 топа 23 mm НР-23 или НС-23
- Бомбе и ракете: до 500